# Paraganitus ellynae
Paraganitus ellynae is een slakkensoort uit de familie van de Parhedylidae. De wetenschappelijke naam van de soort is voor het eerst geldig gepubliceerd in 1968 door Challis.